# 李銀橋
李銀橋（1927年9月—2009年9月22日），曾任毛澤東的衛士長。

## 生平
1927年生於河北省安平縣東河疃村，是武當派的俗家弟子，擅長太極拳和太極劍。
1938年，跟随贺龙的部队参加革命。
1947年2月，从作战部队抽调到中央机要通信排工作，担任周恩来的卫士。当年8月，由于卫士工作做得好，转调到毛泽东身边当卫士。次年冬天，在香山与韩桂馨结婚。1953年，任副卫士长。1956年，升任卫士长。
1962年，中共中央决定把200多万的机关工作人员裁减到94万多人。受此影响，当年4月，李银桥调离中南海前往天津工作。臨別之際，毛澤東手書《七律·長征》相贈。在天津期间，李银桥任天津市公安局副局长，后调到一个工厂当副厂长。
1979年，调回北京任北京市人民大会堂管理局副局长。3年后，调入公安部工作直至退休。
2009年9月22日，李银桥因肺部感染於北京航空医学研究所附属医院去世，享年82歲。

## 著作
- 《毛泽东和他的卫士长》[3]

## 影視形象
- 2009年，建國大業，黄晓明饰[8]